# 바란 (1958년 영화)
바란(大怪獣バラン, 대괴수 바란, 미국 개봉 제목: Varan the Unbelievable)은 도호에서 제작한 1958년 괴수 영화이다. 혼다 이시로가 감독을 맡았다.
일본판과는 별도로 미국 배우를 출연시킨 미국판이 제작되어 미국에서는 1962년 개봉하였다. 여기에는 마이론 힐리 등이 주연으로 출연하였고 제리 A. 배위츠 등이 제작에 참여하였다.

## 출연

### 일본판
- 노무라 코조
- 마츠오 후미토
- 로이 K. 오가타
- 츠키야 요시오
- 쿠사마 아키오
- 타지마 요시후미
- 센다 코레야
- 히라타 아키히코
- 야마다 미노스케
- 이토 히사야
- 키리노 나다오
- 혼마 후미코
- 테즈카 카츠미

### 미국판
- 마이론 힐리